# Бертхолд фон Шлюселберг
Бертхолд фон Шлюселберг (на немски: Berthold von Schlusselberg; † 1282) е господар на Шлюселберг (днес част от Вайшенфелд) в Бавария.

## Произход
Той е син на Еберхард II фон Шлюселберг († 1284). Брат е на Конрад I фон Шлюселберг († 1313), Готфрид II фон Шлюселберг († 1295) и Гизела фон Шлюселберг († 1309/1317), абатиса на манастир Шлюселау. Баща му се жени втори път пр. 17 април 1280 г. за Елизабет фон Цолерн-Нюрнберг († 1288) и полубрат на Елизабет фон Шлюселберг († 1307).
През 1280 г. баща му Еберхард II фон Шлюселберг основава заедно със синовете си Готфрид фон Шлюселберг и Конрад I фон Шлюселберг манастир „Шлюселау“ като домашен манастир и гробно место на рода си. Той поставя дъщеря си Гизела като първата абатиса.

## Фамилия
Бертхолд фон Шлюселберг се жени за Елизабет фон Труендинген († ок. 21 декември 1308), дъщеря на граф Фридрих I (V) фон Труендинген († 1274) и Маргарета фон Андекс-Мерания († 1271). Бракът е бездетен.
Елизабет фон Труендинген се омъжва втори път пр. 5 април 1282 г. за Алберт VI фон Халс († 5 октомври 1305).